# Iris Nuit Blanche
L’iris Nuit Blanche est une variété d'iris hybride.  (Parents : 'Light Fantastic' × 'Sterling Silver').
- Catégorie : Grand Iris de Jardin (TB).
- Création : P. Anfosso (1980).
- Description : Iris ondulé, à fleur blanc pur et uni, ainsi que la barbe, de floraison tardive.
- Floraison : tardif.
- no  d'enregistrement : R79-510.
- Taille : 90 cm.